# 奥村左近太
奥村 左近太（おくむら さこんた、1842年（天保13年）- 1903年（明治36年）1月11日）は、幕末から明治の剣術家。流派は直心影流を学んだ後、奥村二刀流を創始した。称号は大日本武徳会精錬証。幼名は寅吉。

## 経歴

### 生い立ち
岡山藩士・奥村安心の子として生まれる。干支が壬寅であったことから寅吉と名付けられた。1855年（安政2年）、13歳で直心影流剣術の阿部右源次の道場に入門。同門に右源次の息子・阿部守衛がいた。剣術のほかに起倒流柔術や日置流印西派弓術、香取流槍術、砲術、馬術も学んだ。

### 奥村二刀流創始
1859年（安政6年）1月から回国修行の旅を繰り返す。この間に、伊予西条藩士・高橋筅次郎（田宮神剣流）が二刀を遣うのを見て、2年もの間、二刀を工夫し、左の大刀を横一文字に、右の小刀を大刀に交差し頭を庇いながら腰を引き、前かがみにする構えの奥村二刀流を編み出した。のちに岩国藩士・宇野金太郎（片山流）や津山藩士・井汲唯一（神道無念流）をこの二刀で破った。
1863年（文久3年）、回国修行を終え、阿部右源次から直心影流の免許皆伝を受け、奥村二刀流を開いた。

### 明治維新後
1871年（明治4年）、阿部守衛と共に岡山藩が設立した武揚館の一等教授に就任するが、同年廃藩置県により武揚館は廃止された。その後、士族の経済的な自立のため協信社（銀行類似会社）などを設立するも経営破綻。武術団体として存続する形になってしまっている。
1884年（明治17年）11月8日、東京本郷の向ヶ岡弥生社で開かれた警視庁主催の全国的規模の撃剣大会で、朽原義次（柳剛流）に敗れたものの、真貝忠篤（窪田派田宮流）、松崎浪四郎（加藤田神陰流）、上田馬之助（鏡新明智流）に勝利、逸見宗助（立身流）とは引き分け、全国に名を轟かせた。
さらに1885年（明治18年）7月20日に神戸の湊川神社で開かれた楠公五百五十年祭奉納大会では、高山峰三郎（直心影流）、高橋筅次郎を破って優勝し、月山貞一（初代）の刀を授与された。
1895年（明治28年）、大日本武徳会第1回武徳祭大演武会で、得能関四郎（直心影流）に敗れたが、特に優秀と認められ同会から精錬証を授与された。
1898年（明治31年）5月15日、後楽園能楽堂で催された旧藩主池田章政との親睦会の席上で阿部守衛と対戦し、引き分けた。
1899年（明治32年）9月、大日本武徳会本部教授に任命されるも、病を得て岡山へ帰郷。1903年（明治36年）1月11日に死去した。
明治時代最強の剣客の一人であったといえる。息子の奥村寅吉が奥村二刀流を継承した。弟子に積川一刀流を開いた猿田源八がいる。